# Сигма-дельта-модуляція

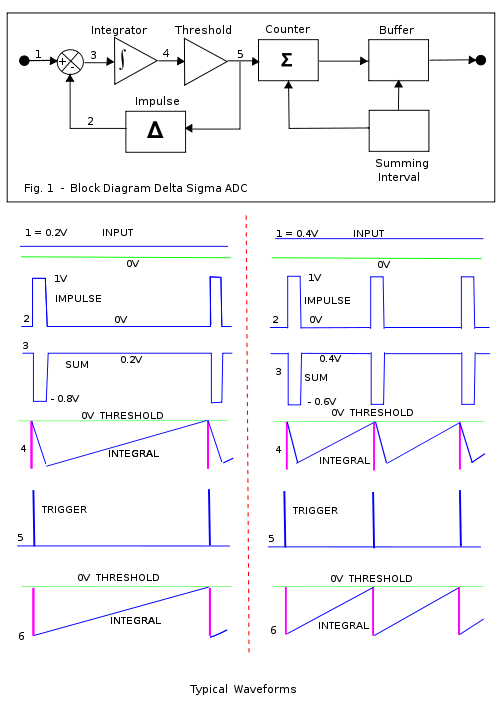
Схема сигма-дельта АЦП

Си́гма-де́льта модуля́ція (ΔΣ; або англ. Delta-sigma modulation) — спосіб модуляції, що забезпечує оцифрування сигналу з заданими характеристиками в робочій смузі частот.
Сигма-дельта модуляція призначена для аналого-цифрового і цифро-аналогового перетворень звукових сигналів (ЗС). На відміну від імпульсно-кодової модуляції (ІКМ), вона дозволяє використовувати під час цих операцій досить грубі перетворювачі з числом розрядів аж до одного, забезпечуючи при цьому відношення сигнал шум (SNR) до 120 … 140 дБ, що необхідно для професійного запису звуку.
Технологія виробництва АЦП і ЦАП на основі сигма-дельта модуляції значно простіша і дешевша, тому такі перетворювачі широко використовуються в сучасних звукових картах, оптичному звукозапису, цифрових магнітофонах, у вимірювальній та іншій техніці.
На відміну від ІКМ, АЦП і ЦАП на основі сигма-дельта модуляції працюють на частоті дискретизації в 4 і більше разів вище стандартного значення, відповідного вимогам теореми В. П. Котельникова. У них використовуються грубі квантувачі з числом розрядів q від 1 до 6 з частотно-залежним негативним зворотним зв'язком.
В останні роки ця модуляція повністю «витіснила» з побутової, і навіть професійної, аудіотехніки імпульсно-кодову модуляцію.

## Принцип дії

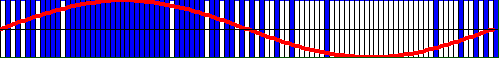
1-бітова синхронна ΔΣ модуляція (синій) синусоїди (червоний).

Сигма-дельта модулятор заснований на періодичному неповному зрівноважуванні заряду конденсатора інтегратора. Однорозрядний сигма-дельта модулятор першого порядку працює наступним чином: на першому такті роботи інтегрується вхідний сигнал до тих пір, поки вихідний сигнал інтегратора не досягне порога перемикання синхронного компаратора. Вихідний сигнал компаратора змінюється тільки по зовнішньому сигналу тактування. Даний цифровий сигнал є виходом модулятора, він же надходить в негативний зворотний зв'язок, де за допомогою ЦАП формується аналоговий сигнал, який віднімається з вхідного аналогового сигналу, і тим самим, врівноважує інтегратор, змушуючи його вихід змінюватися у зворотному напрямку. Таким чином, інтегратор починає інтегрувати цю різницю і його вихідний сигнал змінюється в протилежну сторону до тих пір, поки компаратор не перебере у зворотну сторону. Далі ці цикли повторюються, формуючи на виході синхронного компаратора цифрову послідовність.

### Блок-схема
У схемі на вхід 1 модулятора надходить аналоговий сигнал і відразу порівнюється з вихідним сигналом 1-бітного ЦАП, який ідентичний квантованому сигналу на виході модулятора, тільки він двополярний. Різницевий сигнал — це помилка дворівневого квантування. В аналоговому інтеграторі накопичуються послідовні помилки квантування різної полярності, і їх середня величина флуктує відносно вхідного нуля компаратора. Тут йде мова про помилки дворівневого квантування, а це не помилки квантування модулятора.
У модуляторі використовується дворівневий квантувач типу midriser, на виході якого логічна «1», якщо сигнал на його вході більше ніж 0, і логічний «0», якщо дорівнює або менше ніж 0. D-тригер повторює ці стани із затримкою на один такт, і формує дворівневий, але однополярний цифровий потік.
У такому модуляторі вихідний сигнал являє собою безперервну послідовність логічних «1» і «0» однієї полярності, в якій звуковий сигнал передається у вигляді модуляції щільності логічних одиниць, як середнє значення цифрового потоку П-імпульсів різної частоти й тривалості. Цей цифровий потік називається DSD (Direct Stream Digital).

### Сигма-дельта АЦП
Сигма-дельта модулятор можна умовно розглядати як синхронний перетворювач напруга-частота [3], і теоретично можливо підрахувати питому кількість одиниць в цьому цифровому потоці, що і буде цифровим кодом найпростішого сигма-дельта АЦП. Однак на практиці такий метод не застосовується через велику необхідної кількості вибірок. На практиці застосовується цифрова фільтрація шуму квантування, який завдяки структурі сигма-дельта модулятора має спад в області низьких частот, причому спад має велику крутизну в модуляторах більш високого порядку. Таким чином співвідношення сигнал / шум зростає не тільки шляхом надлишкової дискретизації, а й завдяки обмеженню шуму [4] (англ. Noise shaping) в області частот, що містить корисний сигнал.

## Аналіз
Дельта-сигма модуляція має всі переваги дельта-модуляції і водночас позбавлена багатьох її недоліків. Як відомо, дельта-модулятор придатний для роботи тільки з добре корельованими сигналами, тому для підвищення корельованості вхідного сигналу його можна пропустити через інтегратор, а на приймальній стороні вихідний перетворений сигнал пропустити, відповідно, через диференціатор.
Перехід від дельта-модулятора до дельта-сигми модулятора.
Оскільки різниця інтегралів дорівнює інтегралу різниці, то два інтегратори на входах вичитувача можна замінити одним на його виході. Що стосується диференціатора на приймальній стороні, то він разом з приймальним інтегратором може бути виключений. Таким чином, схема ДСМ відрізняється від дельта-модулятора становищем інтегратора на передавальній стороні і його відсутністю на приймальні. Така незначна зміна в схемі значно поліпшило її характеристики й, зокрема, дозволило досягти відносини сигнал / шум -120 дБ.

### Шуми
Одним з основоположних принципів дельта-модуляції є перевищення частоти Котельникова в K раз. При такій передискретизації ефективна розрядність, а відповідно, і відношення сигнал/шум, збільшується відповідно до формули {\displaystyle K=2^{N}}, де K — коефіцієнт передискретизації, а N — кількість додаткових бітів. Зазвичай застосовується K = 64, і в цьому випадку ефективна розрядність буде 7 біт, а відношення сигнал/шум дорівнюватиме 42 дБ. Однак передискретизація сама по собі не є ефективним засобом. Подальше придушення шуму проводиться завдяки самій структурі дельта-сигма модулятора. Щоб зрозуміти, як саме відбувається формування спектра шуму, використовуємо лінеаризовану дискретну модель системи, в якій вхідний сигнал представлений послідовністю x(n), вихідний сигнал y(x) і шум квантування, внесений компаратором і тригером, — e(n), що зображено на схемі лінеаризованої дискретної моделі системи.
Схема лінеаризованої дискретної моделі системи
Розглянемо Z-перетворення цієї системи дельта-сигма модулятора:
{\displaystyle Y(z)=((X(z)-Y(z))/z)/(1-1/z)+E(z)}
{\displaystyle Y(z)=(X(t)/z)+(1-(1/z))E(z)}
Видно, що корисний сигнал X (t) проходить цей ланцюг без змін, з затримкою на 1 такт, в той час, як для шуму E (t) виникає перешкода у вигляді фільтра низьких частот (ФНЧ). Таким чином, здійснюється формування спектра шуму в дельта-сигму модулятор. Інтегратор в такому випадку виступає в ролі ФНЧ для шумової складової сигналу. Енергія шуму зосереджується в області верхніх частот, і більша її частина може бути відфільтрована вихідним ФНЧ. Таким чином, у вихідному сигналі після демодулювання дельта-сигма послідовності спостерігається набагато нижчий рівень шуму, ніж можна було б припускати. Наступним кроком щодо поліпшення відносини «сигнал / шум» є підвищення порядку модулятора. Слід особливо відзначити, що дельта-сигма АЦП з високою (24 біти) ефективної розрядності можна побудувати, всього лише використовуючи інтегратор і стробований компаратор.

## Інформаційні параметри
Ще одним важливим на сьогодні параметром сигналу є його інформаційна ємність. Тут слід зазначити, що сигнал у форматі дельта-сигма модуляції не вимагає кадрової синхронізації, а тому, зчитувати його можна в будь-який момент часу в запису або в каналі передачі. У цьому його схожість з аналоговим сигналом. Ще одна важлива його відмінність — це факт однаковою інформаційної ємності кожного біта в потоці, що підвищує стійкість сигналу в форматі дельта-сигма модуляції.

## Особливості
Важливою відмінною особливістю сигма дельта модуляції є одночасне використання трьох аудіо технологій: Dithering, Oversampling і Noise Shaping. За допомогою цих технологій помилки квантування перетворюються в шум, спектр шуму розширюється в область ультразвукових частот і перетворюється так, що його спектральна щільність потужності у звуковому діапазоні сильно зменшується, а в області високих частот далеко за межами частоти Найквіста збільшується. Технологія Dithering здійснює декореляцію помилок квантування і тим самим перетворює дискретний спектр помилок в спектр білого шуму квантування. Таке перетворення здійснюється шляхом додавання на вхід квантувача разом з аналоговим ЗС додаткового шуму невеликого рівня.

## Застосування
Найчастіше сигма-дельта модуляція застосовується в мікросхемах АЦП і ЦАП звукового діапазону частот (20-20000 Гц). Це обумовлено порівняно невеликими вимогами таких систем до діапазону частот і значними вимогами до рівня шумів і динамічному діапазону системи.
Широке застосування сигма-дельта модуляція знайшла також в мікросхемах АЦП для прецизійних повільних вимірювань з великим динамічним діапазоном (від 16 до 32 біт [6])

### Аудіозапис
Як наслідок широкого застосування сигма-дельта ЦАП у відтворенні аудіосигналу виникли спроби оптимізувати формати зберігання аудіо на цифрових носіях під цю технологію. Переваги форматів, заснованих на сигма-дельта модуляції — відсутність необхідності зниження частоти дискретизації сигналу (децимації).
«Цифровий звук»
Найбільш відомий приклад формату — Super Audio CD (SACD), запропонований фірмами Sony та Philips. Параметри формату — 1 біт, 2,8224 МГц. Щодо прогресивності даного формату широко ведуться суперечки. Тестові виміри пристроїв, що реалізують кодування в потік DSD (Direct Stream Digital, Прямий цифровий потік), який використовується в SACD, показують значну перевагу над PCM, який використовується в DVD-Audio.